# آستانه‌سرا
آستانه سرا شهری از توابع بخش دهفری شهرستان فریدونکنار در استان مازندران است.
برای ایجاد شهر آستانه سرا که از تجمیع دو روستای شیرمحله، کاردگرمحله به روستای آستانه سرا با عنوان مرکز بخش تشکیل شده‌است.

## جمعیت
جمعیت این شهر در حدود ۶۵۰۰ نفر تخمین زده می‌شود.